# Karnes City
Karnes City é uma cidade localizada no estado norte-americano do Texas, no Condado de Karnes.

## Demografia
Segundo o censo norte-americano de 2000, a sua população era de 3457 habitantes.
Em 2006, foi estimada uma população de 3406, um decréscimo de 51 (-1.5%).

## Geografia
De acordo com o United States Census Bureau tem uma área de
5,5 km², dos quais 5,5 km² cobertos por terra e 0,0 km² cobertos por água. Karnes City localiza-se a aproximadamente 98 m acima do nível do mar.

## Localidades na vizinhança
O diagrama seguinte representa as localidades num raio de 28 km ao redor de Karnes City.